# أوغوز كاغان كوكسال
أوغوز كاغان كُوكْسال (بالتركية: Oğuz Kağan Köksal)‏, (ولد: 4 سبتمبر 1948, في قِرِقْ قلعة, تركيا) بيروقراطي وسياسي تركي. ونائب سابق في البرلمان التركي لأكثر من دورة ممثلا عن حزب العدالة والتنمية.